# Opération Lucid
Notes
Attaque préventive pour défendre la Grande-Bretagne contre l'invasion allemande
Seconde Guerre mondiale
L’opération Lucid était un plan britannique qui prévoyait l'utilisation de brûlots pour attaquer les barges d'invasion qui se rassemblaient dans les ports sur la côte nord de la France en vue d'une invasion allemande de la Grande-Bretagne en 1940. L'attaque a été lancée à plusieurs reprises en septembre et octobre de cette année, mais des navires peu fiables et des conditions météorologiques défavorables ont fait que le plan a dû être interrompu à chaque fois.

## Début
Après la chute de la France en juillet 1940, les Allemands menaçaient d'envahir la Grande-Bretagne. Le gouvernement britannique a fait des efforts désespérés pour se préparer à contrer la menace d'invasion et a également cherché à attaquer l'ennemi avant que le débarquement n'ait lieu. Comme les barges d'invasion ont été vues en train de se rassembler dans les ports français de la Manche, la Royal Air Force (RAF) a été envoyée pour les bombarder.
Une série d'expériences menées par le Petroleum Warfare Department (PWD) visait à brûler les barges de l'envahisseur avant qu'elles n’atteignent la côte anglaise. La première idée était simplement de faire exploser un navire rempli de pétrole, ce qui a été testé à Maplin Sands (en), où un pétrolier de la Tamise, le Suffolk, avec 50 tonnes de pétrole, a explosé en eau peu profonde. Une autre idée développée est que l'huile devrait être maintenue en place sur l'eau par un creux formé à partir de nattes de fibre de coco. Une machine formait les creux sur un tapis plat puis il était mis à l'eau depuis la poupe d'un navire. Les essais avec le Hann Ben ont produit un ruban de flammes long de 880 mètres et large de 2 mètres qui aurait pu être remorqué à quatre nœuds. Aucune de ces expériences n'a abouti à la production de moyens de défense viables.
Le Suffolk a toutefois fournit un galop d'essai pour une idée encore plus ambitieuse : les barges de débarquement seraient brûlées avant même de quitter le port. L'idée de ce plan a été lancée au début de juin/juillet 1940,. Ce plan est devenu l'opération Lucid. Lucid avait le plein appui de Churchill. L'idée d'utiliser des brûlots contre l'invasion allemande comme les Anglais avaient attaqué l'Invincible Armada en 1588 fait appel au sens de l'histoire de Churchill, et, se rappelant une attaque préventive par Sir Francis Drake, Churchill a déclaré que, tout comme Sir Francis Drake avait « brûlé la barbe du roi d'Espagne », il voulait « brûler la moustache de M. Hitler ».

## Préparation
Augustus Agar (en) a été choisi pour diriger l'opération. Agar était un officier de la Royal Navy, qui avait reçu la Croix de Victoria en 1918 (la Croix de Victoria est la plus haute distinction et la plus prestigieuse pour bravoure devant l'ennemi qui peut être attribuée aux forces britanniques et du Commonwealth). Agar a choisi Morgan Morgan-Giles (en) comme officier d'état-major en raison de son expérience dans le réglage des charges explosives.
Des pétroliers étaient nécessaires à l'opération, mais ils n'étaient disponibles qu'en nombre insuffisant. Seuls les « pots de terre les plus anciens reposaient dans nos rivières et nos ruisseaux et n'avaient pas été à la mer depuis des années et étaient inutiles, sauf pour la ferraille »  pouvaient être utilisés. Des ouvriers se sont mis à réparer ces vieilleries pour les remettre en service. Le temps étant un paramètre essentiel, Agar regretta que pour des raisons de secret, il ne pouvait divulguer le but de cette opération car, il est certain qu'ils auraient travaillé avec plus d'enthousiasme s'ils avaient su la vérité. Comme couverture, la rumeur selon laquelle ils devaient être coulés pour bloquer des rivières et de chenaux a été encouragée. Un autre problème avec le secret a été la difficulté d'obtenir des bateaux à moteurs fiables sur lesquels l'équipage se serait échappé ; il y avait des réticences pour mettre à disposition de bons bateaux pour équiper d'anciens pétroliers et il y a eu une panique de dernière minute pour obtenir des hors-bords. Le Oakfield et les navires de guerre de la Royal Fleet Auxiliary (RFA) War Nawab et War Nizam après avoir été retirés du service depuis des années ont été remis en service, mais ils étaient lents - moins de six nœuds - et peu fiables.
Le War Nizam avait été construit en 1918 et le War Nawab en 1919 par la Palmers Shipbuilding and Iron Company. Les deux navires avaient 126 m de long, 15,95 m au maître-bau, un tirant d'eau de 7,80 m et une jauge brute d'environ 5 600 tonneaux,. L'Oakfield, qui avait précédemment servi sous le nom de War African, avait été construit en 1918. Il jaugeait 5 218 tonneaux, pour une longueur de 122 m et un maître-bau de 15,93 m.
Les navires ont été rapidement préparés et remplis avec un cocktail, constitué de 50 % de fioul lourd, de 25 % de diesel et de 25 % d'essence, mis au point par le PWD. Chaque bâtiment a été rempli avec deux à trois mille tonnes du mélange spécial d'Agar. Les cloisons qui n'étaient plus étanches ont fait que la salle des machines du War Nawab s'est remplie de fumée, si bien que les hommes ont perdu connaissance et cela a conduit l'officier de port à conclure que l'équipage était ivre. À cette charge mortelle, de la cordite, de nitrocellulose et de vieilles grenades anti-sous-marine ont été ajoutés pour renforcer la charge inflammable.
Le plan exigeait des conditions idéales de vent et de marée. L'idée était de naviguer de nuit jusqu'à ce que les brûlots soient près de l'entrée des ports cibles. Ensuite, tout l'équipage, excepté deux ou trois hommes, quitterait les navires, les minuteries seraient réglées et chaque navire serait dirigé vers l'entrée du port. L'équipage restant s'échapperait dans un bateau à moteur à la dernière minute. Lorsque les explosifs auraient explosé, la cale des navires se briserait dans ou aussi près que possible de l'entrée du port, alors une nappe de flamme embraserait le port grâce à la marée montante.
Le premier maître Ronald Apps se souviendra plus tard :
« En juillet 1940, j'ai rejoint un pétrolier de la Royal Fleet Auxiliary - le War African - qui était ancré au large de Sheerness pour une opération que j'ai toujours supposé avoir été imaginée par Churchill. Ces navires ont été remplis de mazout et il y avait des mines et des détonateurs dans les cales. L'idée était que nous allions les diriger sur Boulogne et à environ cinq ou six miles du port, nous réglerions les commandes et les bloquerions - avec les chaudières à pleine puissance - et les précipiterions dans le port de Boulogne, les laissant sauter, et détruire la flotte d'invasion allemande. Elle a été appelée « opération Lucid » et nous avons passé quatre semaines à la préparer. Nous nous sommes entraînés au réglage des commandes et à l'évacuation du navire avec deux bateaux à moteur à côté de nous, qui avait été réquisitionnés à Southend. Ces vedettes sont remarquables. Elles pourraient filer à 35 ou 40 nœuds et l'idée était que, dès le coup de sifflet, nous devions nous précipiter dans les bateaux et nous éloigner. Ces quatre semaines ont été un peu tendues, car le pétrolier était rempli de mazout quand il est arrivé et il était amorcé et prêt à exploser et il y avait des raids aériens la nuit. Quand vous êtes dans un pétrolier, assis sur toutes ces matières explosives et que les Allemands viennent et lancent des bombes, ce n'est pas très ... comment dirais-je une expérience où on dort sur ses deux oreilles. Je me suis fait à l'idée que je devais dormir ou je ne serais pas capable de marcher le lendemain. »

## Exécution et annulation
Vers la fin de l'après-midi du 26 septembre 1940, le War Nizam et le Oakfield levèrent l'ancre de Sheerness et se dirigèrent vers Calais, et le War Nawab fit de même depuis Portsmouth à destination de Boulogne-sur-Mer. Un bombardement de diversion mené la RAF a également été ordonné contre Ostende. Un certain nombre de destroyers, de vedettes lance-torpilles et d'autres navires escortaient les trois bâtiments. Agar commandait l'opération depuis le destroyer Campbell. Un vent défavorable devint rapidement un problème et le peu fiable Oakfield dut bientôt être retiré de l'opération, un peu plus tard, le War Nizam souffrit de problèmes de chaudière, ne laissant que le War Nawab. Ne voulant pas sacrifier l'élément de surprise et comme les ordres de Churchill étaient de ne pas hésiter à annuler l'opération en cas de problèmes, Agar annula l'opération. L'ordre de rappel atteignit le Nawab alors qu'il n'était plus qu'à sept miles de Boulogne. Une autre tentative fut lancée le 3 octobre, mais fut contrariée par le mauvais temps, de même que la nuit suivante. À une autre occasion, dans la nuit du 7 au 8 octobre, un destroyer d'escorte, avec Agar à bord, a été endommagé par une mine acoustique ; le convoi fut dispersé et le destroyer rentra cahin-caha. Des plans ont été faits pour une autre tentative au début de novembre, mais comme Hitler avait reporté l'invasion, l'Amirauté reporta également l'opération Lucid. L'opération a été relancée au printemps de 1941, mais jamais mise en œuvre.
Le RFA War Nawab a continué à servir comme réservoir de pétrole jusqu'à ce qu'il soit démantelé en 1958. En 1962, sa cloche a été remontée sur le pont de quart du Sea Cadet Unit de la marine royale néo-zélandaise basé à Wanganui, sur l'île du Nord de la Nouvelle-Zélande.

### Collections
- « WW2 People's War », BBC (consulté le 19 février 2007) - une archive en ligne de souvenirs de guerre de membres du public recueillis par la BBC.